# Los Miserables
Prześladowana (Los Miserables) – amerykańska telenowela z 2014 roku. Wyprodukowana przez Telemundo Television Studios i Argos Comunicación.
Polska premiera odbyła się 28 kwietnia 2021 na Novelas+. 

## Emisja w Polsce
W Polsce telenowela emitowana jest od 28 kwietnia, premierowo od poniedziałku do piątku o godzinie 15.00 na tematycznym kanale Novelas+.
Lektorem telenoweli jest Paweł Bukrewicz. Opracowaniem wersji polskiej zajęło się Canal+.

## Fabuła
“Los Miserables” to historia o prześladowanych i ich prześladowcach. Każda z postaci ma swój udział w plątaniu węzłów sensacji, akcji i terroru w świecie, który obliguje do zaciętej walki z wrogiem. Najtrudniejszą z bitew przyjdzie rozegrać Lucíi Durán, wyjętej spod prawa za przestępstwo, które jest niesłusznie przypisywane. Aby przetrwać Lucía będzie musiała się ukrywać i walczyć z gorszej pozycji. Tylko inteligencja i spryt pomogą jej udowodnić swoją niewinność przed prześladowcą, szefem biura detektywów w wydziale do walki z przemytem narkotyków, Danielem Ponce, miłością jej życia.

## Obsada
- Aracely Arámbula - Lucía „Lucha” Durán[3]
- Erik Hayser - Daniel Ponce
- Aylin Mujica - Liliana Durán
- Gabriel Porras - Olegario Marrero „El Diablo”
- Aarón Díaz - César Mondragón
- Marco Treviño - Ignacio Durán
- Javier Díaz Dueñas - Radamés Echeverría
- Alexandra de la Mora - Helena Durán
- Aldo Gallardo - Carlos Gallardo
- Diego Soldano - Pablo Ríobueno
- Bianca Calderón - Deyanira Paredes
- Claudio Lafarga - Dr. Gonzalo Mallorca
- Estela Calderón - Déborah Echeverría
- Thanya López - Marisela Leon
- Macarena Oz - Roxana Pérez
- Gabo Anguiano - Memin
- Luis Uribe - Genaro
- Verónica Terán - Sor Amparo Ponce
- María Barbosa - Fernanda Duran
- Gina Varela - Nancy
- Anastasia Acosta - Consuelo Durán
- Manola Diez - Ivanna Echeverría
- Alex Camargo - Abel Duran
- Rodrigo Vidal - Gastón Gordillo
- Gonzalo García Vivanco - Pedro
- Elsy Reyes - Nuria Pérez
- Federico Porras Jr. - Nachito Durán
- Geraldine Zinat - Sor Milagros
- Juan Martín Jauregui - Evaristo Rodríguez